# Олівера Лазаревіч
Олівера Лазаревіч (серб. Оливера Лазаревић, 1373-1444) — сербська принцеса. Дочка сербського правителя Лазаря, дружина турецького султана Баязіда I.

## Біографія
Молодша дочка правителя Сербії Лазаря Хребелянович і княгині Миліци Сербської. Народилася приблизно в 1373-1376 роках, точний рік народження невідомий. У неї було чотири сестри і двоє братів. У той час князівські діти отримували хорошу освіту: етикет, читання, письмо, математика, спів, латину і грецьку мову, християнська теологія і філософія.
У 1389 році військо її батька зазнало поразки в битві на Косовому полі від армії турецького султана Мурада I. Лазар потрапив в полон до турків і був страчений, як і безліч представників сербської знаті. У цій же битві загинув і сам Мурад.

### Султанка
Сербія стала васалом Османської імперії і взяла на себе зобов'язання платити данину, а також постачати війська для османської армії. Правління країною прийняв Стефан Лазаревич, брат Олівери. Оліверу відправили в гарем Баязіда, вона стала однією з кількох його дружин. Гарем султана знаходився в тогочасній європейській столиці османів, в місті Едірне. Брати Олівери, Стефан і Вук, теж їздили до султана, щоб визнати свою васальну положення. Сербські автори пишуть, що Олівера в шлюбі не приймала іслам, зберігши християнське віросповідання. Відповідно до джерел, Олівера була дуже красивою і мала великий вплив на султана, схиляючи його до преференцій на користь свого брата Стефана. Історик і богослов Нікола Гильєн оцінює шлюб Олівери в той момент як найбільш раціональне рішення для виживання сербського народу і сербської держави.
Мати Олівери, княгиня Миліца (в статусі черниці Євгенії) у 1393 році їздила до султана з проханням дозволити перенести мощі преподобної Параскеви Сербської з Валахії в Белград. Історик Володимир Чоровіч пише, що завдяки Олівері Миліцу добре прийняли. Потім був візит Стефана, над яким нависла загроза через підозри в зраді. Раніше Стефан Лазаревич, який вів активну політичну діяльність, вступив в союз з угорським королем Сигізмундом. На думку істориків, Олівера зіграла велику роль в тому, що Стефан уникнув гніву султана і навіть зміцнив з ним хороші стосунки. Сім'я Лазаря займала більш високе положення при дворі Баязида в порівнянні з іншим сербським дворянством, в першу чергу з Бранковичами.

### Полон
У 1402 році середньоазіатський полководець Тимур розгромив османську армію в Ангорській битві, де на боці Баязида билися серби на чолі зі Стефаном. Олівера і її чоловік опинилися в полоні у Тамерлана. Приблизно через рік Тамерлан відпустив її, це сталося після смерті її чоловіка. Існують різні версії обставин її перебування в полоні. За однією з версій, Олівера і Баязид зазнавали різних принижень: Баязида посадили в клітку, годували рештками їжі, а Оліверу змусили голою прислужувати під час бенкетів Тамерлану і його придворним . У розпачі Баязид розбив собі голову об прути клітки, не в силах спостерігати за приниженням своєї дружини. Такий опис наводить візантійський літописець Лаонік Халкоконділ, а потім — Мавро Орбіні в своїй «Історії слов'ян». Інші джерела, зокрема, Костянтин з Ґміна Островіце, турецькі та татарські джерела, Костянтин Філософ, Джордже Бранкович, Йован Раїч, вважають, що Тамерлан ставився до полонених цілком шанобливо. Однак джерела сходяться в тому, що Баязид з тих чи інших причин помер в полоні, і Оліверу відразу відпустили. Сербський історик Стоян Новакович і інші історики вважають, що ця легенда, навіть будучи вигаданої (про утиски в полоні і самогубство Баязида) свідчить про велику емоційну прихильність султана до дружини. Новакович пише, що тут знаходить відображення те, що Олівера в гаремі завоювала серце Баязида (якого описують як людину дуже пристрасну), і цим пояснюється привілейоване становище сім'ї Лазаря. Олівера повернулася до Сербії навесні 1403 року.

### Життя у Сербії
Після повернення до Сербії нетривалий час жила в монастирі в селі Манастиріца поблизу Кладово. Потім переїхала в нову сербську столицю Белград, де жила при дворі Стефана, була його радником. Олівера була особливо корисна братові в період боротьби претендентів за владу в Османській імперії, в яку був залучений Стефан, оскільки вона знала синів Баязида. Після смерті Стефана в 1427 році і переходу Белграда в руки угорців Олівера жила з племінником Джураджем Бранковичем в Смедеревому, куди перенесли столицю. Померла приблизно в 1444 році, місце поховання невідоме.
Вірш Стефана «Слово любові», написане в 1409 році, за однією з версій, присвячене Олівері (за іншими версіями — його нареченій або, швидше за все, брату Вуку)